# مادر کوچک (فیلم ۱۹۷۳)
مادر کوچک (همچنین به‌عنوان زن سال شناخته می‌شود) یک فیلم درام، عاشقانه، کالت به کارگردانی ردلی متزگر و با نقش‌آفرینی کریستین کروگر، زیگفرید راوش و ایوان دسنی است که در سال ۱۹۷۳ به نمایش درآمد. داستان به شکلی آزاد از داستان اوا پرون در آرژانتین الگوبرداری شده بود. این فیلم محصول مشترک ایالات متحده، آلمان غربی و یوگسلاوی است.